# Eva Pellicer
Eva Pellicer (Oliana, Lérida), es una investigadora en química española.

## Biografía
Eva Pellicer estudió Física y Química en la Universidad Autónoma de Barcelona. En 2005 obtuvo el doctorado en Química dentro del programa de "Ciencia y Tecnología de los Materiales", en la misma facultad. En ese mismo año, la universidad le otorgó una beca Beatriu de Pinós para la incorporación de investigadores postdoctorales. El 2006, fue investigadora postdoctoral en el Departamento de Electrónica de la Universidad de Barcelona. Del 2007 al 2008 trabajó en el instituto catalán de Nanotecnología. Ha realizado estancias de investigación posdoctoral en Bioforsk (Noruega) y ETH-Zürich.  En 2018, Eva Pellicer trabaja como investigadora del programa Ramón y Cajal en el Departamento de Física de la Universidad Autónoma de Barcelona.
La Dra. Pellicer es autora de 155 artículos que han recibido más de 2450 citas. Además, ha dado más de 40 charlas tanto nacionales como internacionales; entre ellas: 3DMR en 2011, ISMANAM en 2012, Thermec y ISMANAM en 2013 y 26th Deutsche Zeolith-Tagung. Fue coordinadora del proyecto europeo "Desarrollo de interrelaciones sostenibles entre educación, investigación e innovación en las universidades de WBC en nanotecnologías y materiales avanzados donde la innovación significa negocios". Su labor en la UAB se centra en la docencia en el grado de "Nanociencia y Nanotecnología" y en actividades de coordinación en el programa oficial de maestría "Nanotecnología y Ciencia de Materiales". También supervisa la tesis doctoral de seis estudiantes y el trabajo de cuatro candidatos a doctorado. 
En el ámbito internacional es directora de la red de formación europea de SELECTA e investigadora principal de la Red Europea de Formación de mCBEE, un proyecto del Programa Nacional de Investigación dirigido a los Retos de la Sociedad. Fue vicepresidenta de la acción europea COST de e-MINDS en el campo de la electrodeposición y la miniaturización.
Sus líneas de investigación en 2018 giran en torno a la síntesis de películas metálicas multifuncionales, espumas y micro / nanoestructuras por métodos electroquímicos y de óxidos y nanocompuestos metálicos mesoporosos ordenados mediante procedimientos de química húmeda.

## Premios
- El Westinghouse Prize en 2005 del Institute of Metal Finishing (Reino Unido).
- "Science As Art" de MRS Spring Meeting en 2014.
- L'Oréal-UNESCO For Women in Science en 2014.
- L'Oréal-UNESCO International Rising Talents en 2015.[2]